# 47 مترا لأسفل: بدون قفص
47 مترا لأسفل: بدون قفص (بالإنجليزية: 47 Meters Down: Uncaged)‏ هو فيلم رعب من إخراج جوهانس روبرتس وهو الجزء الثاني لفيلم 47 مترا لأسفل. الفيلم من بطولة صوفي نيلسي، كورين فوكس، بريان تجو، سيستين ستالون، دافي سانتوس وخيلين رامبو، صدر الفيلم في 16 أغسطس 2019.